# SMILE (Satellit)
SMILE, Akronym für Solar wind-Magnetosphere-Ionosphere Link Explorer (chinesisch 太阳风－磁层相互作用全景成像卫星), ist eine geplante gemeinsame Forschungsmission der Europäischen Weltraumorganisation und des Nationalen Zentrums für Weltraumwissenschaften der Chinesischen Akademie der Wissenschaften.
Der Satellit, dessen Start mit einer Vega-C vom Raumfahrtzentrum Guayana 2026 geplant ist, wird von beiden Organisationen gemeinsam gebaut. Während der voraussichtlich dreijährigen Betriebsphase wird er vom Nationalen Zentrum für Weltraumwissenschaften betreut.

## Geschichte
Nach dem Erfolg der von der Europäischen Weltraumorganisation und dem damaligen Zentrum für Weltraumwissenschaften und angewandte Forschung der Chinesischen Akademie der Wissenschaften 2004–2008 gemeinsam durchgeführten Mission „Double Star“ zur Erforschung des Erdmagnetfelds und seiner Wechselwirkung mit dem Sonnenwind fanden im Februar und in September 2014 in Chengdu bzw. Kopenhagen zwei Arbeitstagungen mit Vertretern des damaligen Direktorats für Wissenschaft und robotische Erkundung der ESA sowie des mittlerweile umbenannten Nationalen Zentrums für Weltraumwissenschaften der CAS statt, um Möglichkeiten für eine weitere gemeinsame Mission auszuloten.
Nachdem man sich darauf geeinigt hatte, im Rahmenprogramm Cosmic Vision 2015–2025 der ESA eine Sonderkategorie „ESA-CAS Mission“ zu schaffen, wurde von der Europäischen Weltraumorganisation und der Chinesischen Akademie der Wissenschaften am 19. Januar 2015 ein Aufruf an Wissenschaftler in China und den Mitgliedsstaaten der ESA herausgegeben, Vorschläge für eine gemeinsame Mission zu machen.
13 Vorschläge für Missionen mit Bezug zu Astrophysik, Sonnenphysik und physikalischer Grundlagenforschung wurden eingereicht, aus denen im Juni 2015 der „Solar Wind-Magnetosphere-Ionosphere Link Explorer“ ausgewählt wurde.
Am 3. und 4. September 2015 fand im Mullard Space Science Laboratory des University College London, dem bedeutendsten britischen Forschungszentrum für Raumfahrt, eine diesbezügliche Tagung mit Vertretern von mehr als 40 Institutionen statt, darunter die University of Leicester, das Imperial College London, das Nationale Zentrum für Weltraumwissenschaften, das Chinesische Polarforschungszentrum, die University of Calgary, das Goddard Space Flight Center, die University of California, Berkeley und die Johns Hopkins University. An jener Tagung nahmen neben den Wissenschaftlern auch hochrangige Vertreter der Europäischen Weltraumorganisation, der UK Space Agency, der Canadian Space Agency sowie des Ministeriums für Wissenschaft und Technologie der Volksrepublik China teil.
Im Wesentlichen handelte es sich um ein chinesisch-britisches Projekt. Chefwissenschaftler waren Graziella Branduardi-Raymont, Professorin für weltraumbasierten Astronomie am Mullard Space Science Laboratory, und Wang Chi, damals stellvertretender Direktor des Zentrums für Weltraumwissenschaften und Leiter des Nationalen Schwerpunktlabors für Weltraumwetter dort.
Anfang November 2015 wurde SMILE vom Komitee für wissenschaftliche Programme der ESA offiziell ausgewählt, zunächst für die Vorplanungsphase. Am 4. Juli 2018 wurde das Projekt dann auch in die zweite Förderrunde des Weltraumwissenschaftlichen Prioritätsprogramms der Chinesischen Akademie der Wissenschaften aufgenommen.
Das Projekt war arbeitsteilig angelegt:
- Antriebsmodul und Servicemodul mit der Temperaturregelung, Funkanlage etc. wurden von der heutigen Innovationsakademie für Mikrosatelliten in Shanghai hergestellt, einer Einrichtung der Chinesischen Akademie der Wissenschaften[13]
- Das Nutzlastmodul wurde von Airbus und Thales Alenia Space in Madrid gebaut
- Endmontage und Tests erfolgten am  Europäischen Weltraumforschungs- und Technologiezentrum (ESTEC) in Noordwijk, Niederlande
- Die Betreuung während der Mission sollte durch das Nationale Zentrum für Weltraumwissenschaften erfolgen
- Die Trägerrakete sollte von der ESA beigesteuert werden
- Der Bildgeber für weiche Röntgenstrahlung wurde unter Führung der UK Space Agency entwickelt
- Der Bildgeber für Ultraviolettstrahlung wurde im Auftrag der Canadian Space Agency von Honeywell International, der University of Calgary, dem Chinesischen Polarforschungszentrum und dem Centre Spatial de Liège der Universität Lüttich entwickelt
- Das Analysegerät für leichte Ionen wurde vom Nationalen Zentrum für Weltraumwissenschaften zusammen mit dem  Mullard Space Science Laboratory und dem Laboratoire de physique des plasmas der heutigen Sorbonne Université in Paris entwickelt
- Das Magnetometer wurde vom Nationalen Zentrum für Weltraumwissenschaften zusammen mit dem Institut für Weltraumforschung der Österreichischen Akademie der Wissenschaften in Graz entwickelt[10]

Dies war ineffizient, aber, wie schon die Schaffung der Sonderkategorie „ESA-CAS Mission“, von ESA und CAS so gewollt („the mission ushers in a new way of cooperation“). Schon in der dreieinhalbjährigen Vorplanungsphase gab es 12 Arbeitstagungen, zu denen die Wissenschaftler zwischen Europa und China hin- und herreisten, bis das Komitee für wissenschaftliche Programme der ESA Ende März 2019 die Umsetzung genehmigte. Ursprünglich hatte man einen Start 2021 geplant, was sich zu diesem Zeitpunkt bereits auf Ende 2023 bis Mitte 2024 verschoben hatte. Durch die COVID-19-Pandemie trat dann eine weitere Verzögerung um ein Jahr ein.
Ab 2021 wurden Prototypen der Instrumente und Module um die Welt geschickt. Am 19. April 2021 kamen als erstes  die beiden Detektoren des Analysegeräts für leichte Ionen aus China bei Airbus in Madrid an, weitere Instrumente folgten.
Im März 2022 hatte ein Prototyp des gesamten Nutzlastmoduls die Tests auf Temperaturbeständigkeit bestanden. Daraufhin wurde das Modul nach China gebracht, um dort Anfang April 2022 in einen Prototyp des Satelliten eingebaut zu werden. Anschließend erfolgten über einen Zeitraum von fünf Monaten intensive Tests des gesamten Satelliten.
Ende Dezember 2022 wurde der Prototyp des Satelliten in die drei Module zerlegt und in die Niederlande verschifft. Anfang 2023 reiste die Entwicklergruppe von der Innovationsakademie für Mikrosatelliten nach Noordwijk, um am ESTEC die Integration des Satelliten mit dem Nutzlasttraggestell der für den Start vorgesehenen Trägerrakete vom Typ Vega-C zu testen. In einer Werkhalle dort setzten die Entwickler den Satelliten wieder zusammen. Dann wurde gemeinsam mit den europäischen Ingenieuren erprobt, wie der Satellit auf das Traggestell passte und Versuche zum Kraftstoß beim Lösen der Fixierungsbänder zum Abtrennen von der Rakete durchgeführt. Die Tests verliefen zur vollsten Zufriedenheit, was eine gute Basis für das Genehmigungsverfahren zum Bau des für den Flug ins All bestimmten Exemplars des Satelliten darstellte. Es sind jedoch noch weitere Tests in Spanien (Integration des Nutzlastmoduls) und Deutschland (Telemetrie, Steuerung und Empfang der Nutzlastdaten) vorgesehen.

## Aufbau
SMILE ist in betanktem Zustand 2,2 t schwer und besteht aus einem 3,15 m hohen, dreiachsenstabilisierten Satellitenbus, der wiederum aus einem Antriebs- und einem Servicemodul zusammengesetzt ist, sowie einem darüber angeordneten Nutzlastmodul. Das Antriebsmodul verfügt über vier Treibstoffbehälter von jeweils 350 l und ein Triebwerk mit 490 N Schubkraft, das den Satelliten, nachdem er von der Trägerrakete in einer Höhe von etwa 600 km ausgesetzt wurde, in seinen Zielorbit von 5000 × 121.182 km bringen soll. SMILE verfügt über zwei ausklappbare Solarzellenflügel mit jeweils drei Modulen; die gesamte Solarzellenfläche beträgt 5,8 m². Für die Zeit, während der sich SMILE im Erdschatten befindet, verfügt er über mehrere Lithium-Eisenphosphat-Akkumulatoren mit einer Gesamtkapazität von 60 Ah. Für die präzise Ausrichtung besitzt der Satellit zwei Sternsensoren und 12 Lageregelungstriebwerke von jeweils 10 N Schubkraft.

## Nutzlasten
Das Nutzlastmodul besitzt eine Stromverteilung, einen Massenspeicher für die gesammelten Daten sowie ein auf dem X-Band arbeitendes Funksystem, mit dem die Nutzlastdaten an die Bodenstationen übertragen werden. Insgesamt besitzt SMILE vier Instrumente:
- Bildgeber für weiche Röntgenstrahlung (Soft X-ray Imager, SXI), ein Hummeraugen-Teleskop mit einem Sichtfeld von 27° × 16°. Das Gerät besitzt auf der Oberseite eine Matrix aus nach dem Prinzip der Glasfaserkabel arbeitenden Mikroporenoptik-Quadraten von jeweils 4 × 4 cm, die aus einer Vielzahl von quadratischen Lichtleiterkanälen mit einer lichten Weite von 40 μm bestehen. Die Lichtleiter-Kanäle sind innen mit Iridium beschichtet, um die Reflexivität der Wände zu erhöhen. Hinter den 1,2 mm dicken Lichtleiterplatten befinden sich zwei CCD-Sensoren, die  Röntgenstrahlung in einem Bereich von 0,15–5 keV mit einer Auflösung von 50 eV registrieren können, wobei der effektive Arbeitsbereich zwischen 0,15 und 2,5 keV liegt.
- Bildgeber für Ultraviolettstrahlung (Ultraviolet Imager, UVI), ein Tetra-Schiefspiegler-Teleskop mit einem Sichtfeld von 10° × 10°. Das Gerät besitzt ein UV-Filter, das das sichtbare Licht unterdrückt und die Beobachtung von Polarlichtern über der Nordhalbkugel der Erde im Bereich 155–175 nm ermöglicht. Als Bildgeber wird ein hinter einem mit einer Mikrokanalplatte ausgerüsteten Bildverstärker angeordneter Active Pixel Sensor verwendet. Wenn sich die Sonde im Apogäum ihrer Bahn rund 120.000 km über dem Nordpol befindet, hat das Teleskop eine Auflösung von 150 km; jede Minute wird ein Bild gemacht.[10]
- Analysegerät für leichte Ionen (Light Ion Analyser, LIA), ein nach dem Prinzip der Zylinder-Transformation arbeitendes Gerät, das aus zwei Detektoren besteht,[16] die an entgegengesetzten Seiten des Servicemoduls montiert sind. Protonen und Alphateilchen im Energiebereich von 50 eV bis 20 keV werden nach dem Eintritt in einen Detektor durch ein elektrisches Feld in einer halbkreisförmigen Bahn auf eine ringförmige Mikrokanalplatte gelenkt, die in 48 radiale Segmente unterteilt ist. Damit kann alle 0,5 Sekunden ein dreidimensionales Bild des Sonnenwinds im Bereich zwischen Bugstoßwelle und Magnetopause der irdischen Magnetosphäre erstellt werden.[18]
- Magnetometer (MAG), bestehend aus zwei in einem Abstand von 80 cm an einem ausklappbaren, 3 m langen Arm montierten, in drei Achsen messenden Fluxgate-Sensoren. Der Arm wiederum ist am Nutzlastmodul befestigt. Diese Anordnung ist nötig, um Messungen jenseits der durch das Gehäuse des Satelliten verursachten Störungen des Magnetfelds zu ermöglichen.[19] Der Messbereich des Geräts, mit dem durch den Sonnenwind verursachte, plötzliche Veränderungen des Magnetfelds rund um die Sonde beobachtet werden sollen, beträgt ±12.800 nT.[10]

## Mission

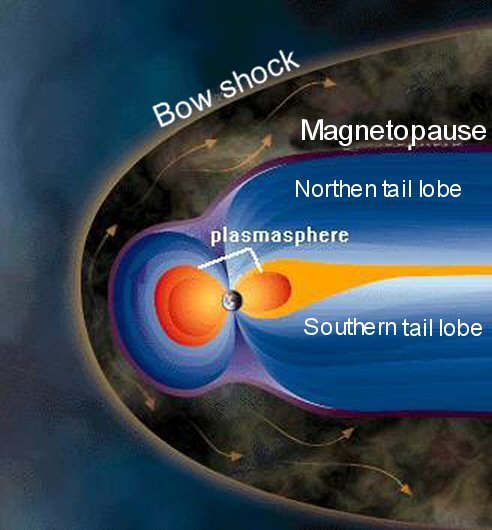
Magnetosphäre (Sonne links des Bildes)

Nach dem Start vom Raumfahrtzentrum Guayana bei Kourou bringt die Trägerrakete Vega-C den Satelliten zunächst in eine erdnahe Umlaufbahn. Von dort soll SMILE mit dem Triebwerk seines eigenen Antriebsmoduls den um 73° zum Äquator geneigten, hochelliptischen Betriebsorbit von 5000 × 121.182 km einnehmen.
Das Argument der Perigäums beträgt 287,5°, das heißt, SMILE befindet sich etwa über dem Südpol am nächsten an der Erde und ist über dem Nordpol am weitesten von ihr entfernt. Für einen Umlauf benötigt der Satellit 51 Stunden, von denen er sich 40 Stunden oberhalb der Van-Allen-Gürtel befindet und Messungen durchführen kann. SMILE wird so ausgerichtet, dass der Bildgeber für Röntgenstrahlung auf den in Richtung der Sonne liegenden Bereich der Magnetosphäre zwischen Bugstoßwelle und Magnetopause gerichtet ist, der Bildgeber für Ultraviolettstrahlung dagegen auf die nördliche Polregion der Erde.
Das wissenschaftliche Ziel der Mission ist, durch parallele Messung des Sonnenwinds, Plasmas und Magnetfelds, Aufnahmen im Röntgenspektrum von den Einbuchtungen des Magnetfelds über den Polen sowie UV-Aufnahmen von der Verteilung der Polarlichter über einen kontinuierlichen Zeitraum von 40 Stunden pro Umlauf zu einem Verständnis der dynamischen Reaktion des Erdmagnetfeld auf den auftreffenden Sonnenwind zu kommen. Prinzipiell geht es um drei Fragen:
1. Was sind die prinzipiellen Modi der Interaktion zwischen dem Sonnenwind auf der Tagseite der Erde und der Magnetosphäre? Der Druck des Sonnenwinds treibt Plasma sowohl bei nördlicher als auch südlicher Ausrichtung des interplanetaren Magnetfelds über die Pole hinweg in den Magnetschweif, wo magnetische Energie gespeichert wird, bis sie sich plötzlich entlädt, wobei das zurückströmende Plasma in einem sogenannten „magnetosphärischen Teilsturm“ Polarlichter erzeugt. Dieser Zyklus kann, abhängig von zu eruierenden Rahmenbedingungen langsam, schnell oder schrittweise erfolgen.
2. Was definiert den Zyklus der magnetosphärischen Teilstürme? Durch genaue Beobachtung von Nordlichtern, sowohl vom Satelliten als auch vom Chinesisch-Isländischen Arktisobservatorium,[20] will man herausfinden, welchen Einfluss der Sonnenwind nach dem Ausbruch eines Teilsturms auf dessen weitere Entwicklung hat, abhängig von der Phase des Sturm-Ereignisses und der Menge der noch im Magnetschweif gespeicherten Energie.
3. Nach welchen Mechanismen entstehen von koronalen Massenauswürfen verursachte geomagnetische Stürme und in welcher Beziehung stehen sie zu magnetosphärischen Teilstürmen? Während magnetosphärische Teilstürme täglich vorkommen, ereignen sich koronale Massenauswürfe, deren Plasmawolke sich schneller als der Sonnenwind bewegt, seltener. Wenn das interplanetare Magnetfeld nach Norden gerichtet ist, wird nur ein Teil ihrer Energie auf die Magnetosphäre übertragen. Es kann jedoch vorkommen, dass die Bugstoßwelle der Magnetosphäre die Richtung des interplanetaren Magnetfelds ändert. Geomagnetische Stürme beeinträchtigen elektronikbasierte Infrastruktur. Daher ist es ein Hauptziel der Forscher, vorhersagen zu können, wann der Sturm vorbei ist und zum Beispiel aus Sicherheitsgründen abgeschaltete Satelliten wieder in Betrieb genommen werden können.[21]